# 딘 루킨
딘코 "딘" 루킨(영어: Dinko "Dean" Lukin, 1960년 5월 26일 ~ )은 오스트레일리아의 전직 역도 선수이다. 루킨은 1984년 하계 올림픽때 최중량급 부문에서 금메달을 획득했다. 그는 1984년 올림픽 폐막식 동안 오스트레일리아 국기를 날랐고, 오스트레일리아의 유일한 올림픽 금메달리스트로 남아있다.
시드니에서 태어났지만, 그가 겨우 5세때 루킨의 가족은 포트 링컨 마을로 이주했다.
루킨은 1985년에 오스트레일리아 스포츠 명예의 전당에 헌액되었다.